# Cai Wenji
Cai Wenji (chinesisch 蔡文姬, Pinyin Cài Wénjī; * 177; † 250) war eine Dichterin und Musikerin der späten Han-Dynastie in China.

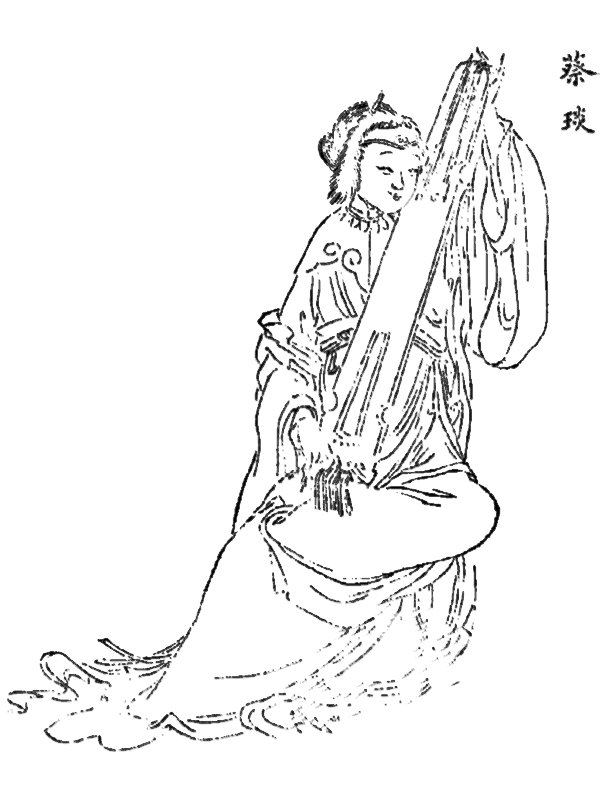
Darstellung aus der Qing-Dynastie

## Leben
Ihr Vater war der Musiker Cai Yong. Ihr Geburtsname lautete Cai Yan (蔡琰,  Cài Yăn), aber sie ist heute unter ihrem Hofnamen, dem chinesischen Zweitnamen, bekannt.
Während aus primären Quellen über ihr Leben wenig bekannt ist, erhält ihre Figur in Luo Guanzhongs historischem Roman Die Geschichte der Drei Reiche aus dem 14. Jahrhundert klarere Konturen. Sie heiratet einen gewissen Wei Zhongdao und wird bei einem Angriff der Xiongnu auf Chang’an von Ce Xian, Kronprinz zur Linken (左賢王), verschleppt. Die nächsten Jahre verbringt sie in der Nähe der heutigen Mongolei als Konkubine.
Der Kanzler Cao Cao hat Mitleid mit Cai Yong, dessen Tochter in die Einöde verschleppt wurde, und er sendet den Xiongnu Gold und Jade, um Cai Wenji freizukaufen. Da ihr Gemahl inzwischen verstorben ist, wird Cai Wenji nach ihrer Heimkehr mit Dong Si verheiratet, einem Freund Cao Caos.
Cai Wenjis Heimkehr wird auf dem bekannten Jin-Gemälde „Cai Wenji kehrt in ihre Heimat zurück“ (文姬歸漢圖) dargestellt, das vermutlich von einem Han-Beamten namens Zhang Yu stammt. Es ist heute im Museum für Kunst in der Jilin-Provinz ausgestellt.
Auf der Venus ist ein Krater nach Cai Wenji benannt.

### Musik
Cai Wenjis Popularität in ihrer Heimat als Dichterin und Komponistin ist erstaunlich.
Ihr bekanntestes Werk ist autobiographisch und hat den Titel 18 Verse für Flöte (Hujia) (Hujia Shiba Bai).
Die früheste Aufzeichnung der poetischen Erzählung von „Hujia Shiba Bai“ ist aus dem 12. Jahrhundert und einer der Texte wird Cai Wenji zugeschrieben. Eine Kurzbiographie von Cai Wenji (=Cai Yan) und ihrem Vater (Cai Yong) findet sich dagegen schon in der „Qin Shi“ von Zhu Changwen (1041–1100). Die früheste Aufzeichnung einer Melodie von „Hujia Shiba Bai“ ist von 1425.
Es ist wohl eher unklar, ob die Melodie von Cai Wenji stammt. Die Guqin-Stücke Da Hujia, Xiao Hujia werden ihr ebenfalls von manchen zugeschrieben. Eine Portraitzeichnung Cai Wenjis, die vielleicht erst mehr als tausend Jahre nach ihrem Leben entstand, scheint sie mit dem Saiteninstrument Guqin, einer klassischen chinesischen Griffbrettzither abzubilden, jedoch mit untypischer(?) Spielhaltung.
Auf der 5-Yuan-Münze ist Cai Wenji mit einer Harfe abgebildet.